# 亂港四人幫
「亂港四人幫」這個稱呼出自香港媒體《成報》在2016年9月12日刊登的評論文章〈亂港四人幫 薄熙來追隨者等搞局 香港之亂始於2012年〉，用來指控當地中聯辦主任張曉明、特首梁振英、香港大公文匯傳媒集團董事長姜在忠和一個身份不明的人追隨薄熙來，在香港搞局，令它在2012年開始亂起來。

## 回應
在2016年10月3日，《文匯報》刊登評論文章〈借國慶升旗禮大造文章　《成報》談何愛國愛港？〉反駁，批評對方大造文章和並不愛國愛港。在2016年10月4日，《大公報》刊登評論文章〈《成報》造謠鬧劇何時休？〉和〈《成報》造謠鬧劇還要演多久？〉反駁，批評說這是對方的造謠鬧劇。

## 來源
1. ↑  . 成報.   [2022-04-27]. （原始内容存档于2021-05-06）. （页面存档备份，存于）
2. ↑  陳靜. . 新紀元周刊.   [2022-04-27]. （原始内容存档于2022-04-30） （中文（臺灣））. （页面存档备份，存于）
3. ↑  . paper.wenweipo.com.   [2022-04-29]. （原始内容存档于2022-04-30）. （页面存档备份，存于）
4. ↑  . 明報新聞網 - 即時新聞 instant news.   [2022-04-29]. （原始内容存档于2021-05-04） （中文（繁體））. （页面存档备份，存于）
5. ↑  . www.takungpao.com.hk.   [2022-04-30]. （原始内容存档于2022-04-30）. （页面存档备份，存于）
6. ↑  . www.takungpao.com.hk.   [2022-04-30]. （原始内容存档于2022-04-30）. （页面存档备份，存于）
7. ↑  香港01記者. . 香港01. 2016-10-04  [2022-04-30]. （原始内容存档于2022-04-30） （中文（香港））. （页面存档备份，存于）